# Краснокутск
Красноку́тск (укр. Краснокутськ) — посёлок городского типа Богодуховского района Харьковской области Украины, один из старейших населённых пунктов Слобожанщины.
Является административным центром Краснокутской поселковой общины, в которую, кроме того, входят сёла Основинцы, Сытники, Степановка и Чернещина. Также, ранее являлся административным центром ныне упразднённого Краснокутского района.

## Название
Основано как село Красный Кут в 1651 году, переименован в Краснокутск в 1850 году.
«Красный Кут» означает «живописный уголок», «прекрасная сторона» (красный — «красивый», «прекрасный»; кут — «уголок»).

## Географическое положение
Посёлок городского типа Краснокутск находится в 109 км от Харькова на правом берегу реки Мерла,
выше по течению примыкают сёла Основинцы и Чернещина,
ниже по течению примыкает село Любовка,
на противоположном берегу — сёла Петровское, Павлюковка и Карайкозовка.

## Население
В январе 1989 года численность населения составляла 8511 человек.
На 1 января 2013 года численность населения составляла 7744 человека.

### Языковой состав
Родной язык населения по данным переписи 1897 года:
| Язык                       | Численность, чел. | Доля     |
| -------------------------- | ----------------- | -------- |
| Украинский («малорусский») | 6 767             | 98,65 %  |
| Русский («великорусский»)  | 88                | 1,28 %   |
| Другие                     | 5                 | 0,07 %   |
| Итого                      | 6 860             | 100,00 % |

Родной язык населения по данным переписи 2001 года:
| Язык       | Численность, чел. | Доля     |
| ---------- | ----------------- | -------- |
| Украинский | 7 549             | 94,27 %  |
| Русский    | 390               | 4,87 %   |
| Другое     | 69                | 0,86 %   |
| Итого      | 8 008             | 100,00 % |

Вторжение России на Украину спровоцировало новую волну украинизации в городе, всё больше людей предпочитают говорить на украинском языке.

## История

### 1651—1917
Поселение Красный Кут было заложено в 1651 году переселенцами из Корсуня и после строительства в 1666 году укреплений стало одним из опорных пунктов защиты границ Московского царства от частых разбойных нападений крымских татар.
Сохранились такие документальные свидетельства об основании Краснокутска:
 В 1651 году выходцы из Корсуня поселились по оврагам Краснокутским, под защитой лесов; в 1654 году устроены окопы, а в 1666 году основано укрепление на возвышенном месте между двух глубоких дефилей, с двором для воеводы, это в 60 саженях от той крепости, которая устроена позже. Остатки древнейшей ещё видны были в 1780 году.
Казаки Краснокутской сотни принимали участие в походах 1687 и 1689 годов против крымских татар, а в 1695—96 годах — в Азовских походах царя Петра I.
В ходе Северной войны в 1708 году шведская армия вторглась в малороссийские провинции Российской Империи. По реке Мерла в начале 1709 года проходила боевая линия шведских и русских войск. Неподалёку от Краснокутска (вблизи села Городное) в 1709 году состоялась битва русских со шведами, в которой последние потерпели поражение.
22 февраля 1709 года шведская армия под предводительством короля Швеции Карла XII захватила Красный Кут после кровопролитного боя, нанеся поражение русским войскам под командованием генерала немца Шаумбурга.
На выручку подоспели русские войска генерала Рена и в контратаке отбили плотину возле местечка, окружив на мельнице Карла XII с его отрядом драбантов.
Штурмовать мельницу русской пехотой, учитывая идущее на выручку королю шведское подкрепление генерала Круза, было некогда. Возможно же было только расстрелять краснокутскую мельницу прямой наводкой из трофейных шведских пушек. Генералу Рену это предложил немец, майор русской службы Вальтер фон Бок.
Генерал Рен отказался расстрелять шведского короля, сказав: «того не позволяет честь русская», и за это позднее удостоился похвалы Петра Первого. Русские войска отошли.
Но вырученный из окружения генералом Крузом шведский король сразу приказал: «в устрашение скифам и для опровержения сомнений в неодолимости шведской армии» сжечь Красный Кут, а мирных жителей выгнать на мороз раздетыми. Многие краснокутцы (в основном старики, женщины и дети, так как краснокутская сотня была в армии), названные «скифами», не имея где укрыться, «поморозились». Многие умерли.
Через несколько дней Карл XII отступил в сторону Полтавы, за Ворсклу. Красный Кут был освобождён.

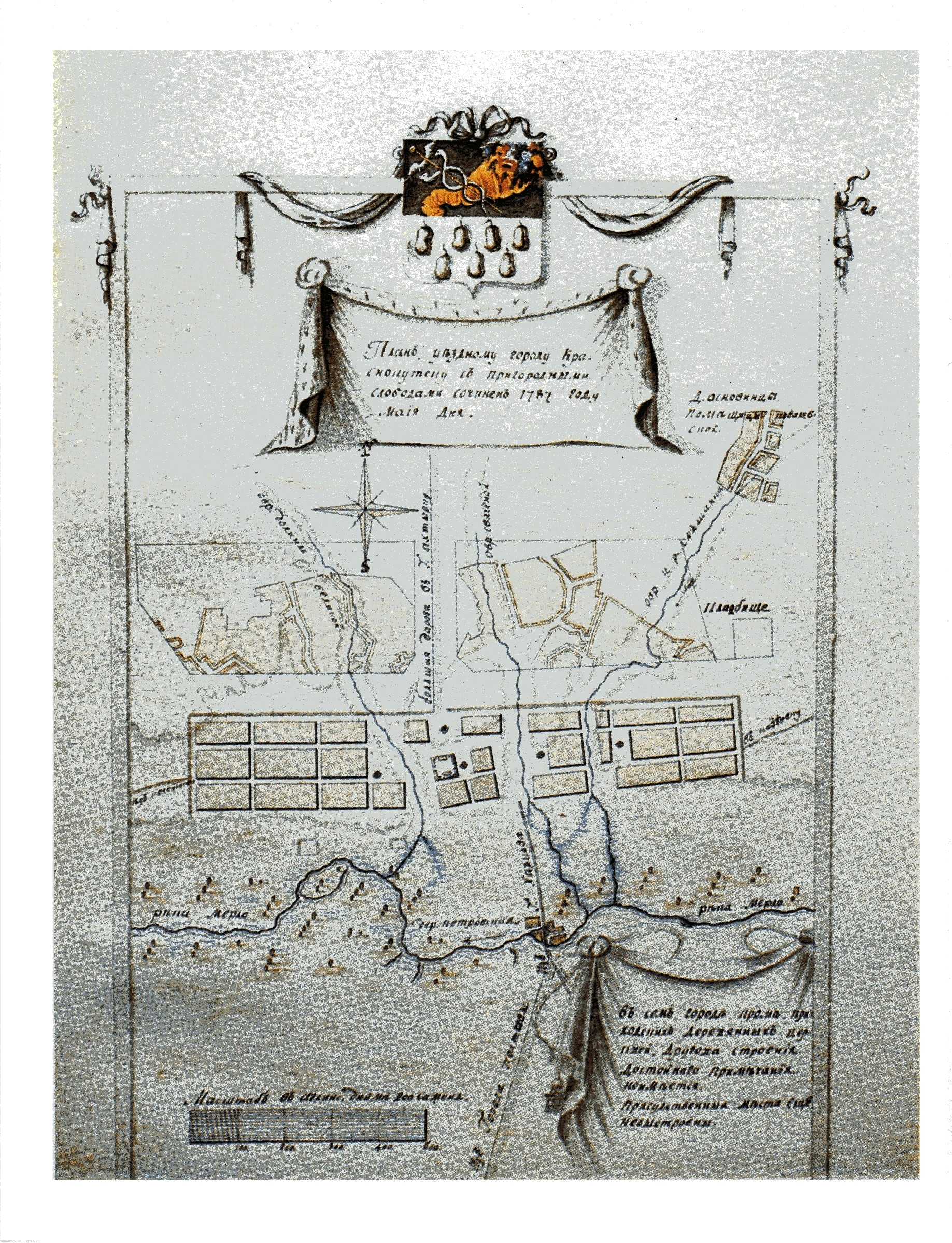
План уездному городу Краснокутск от 1787 года

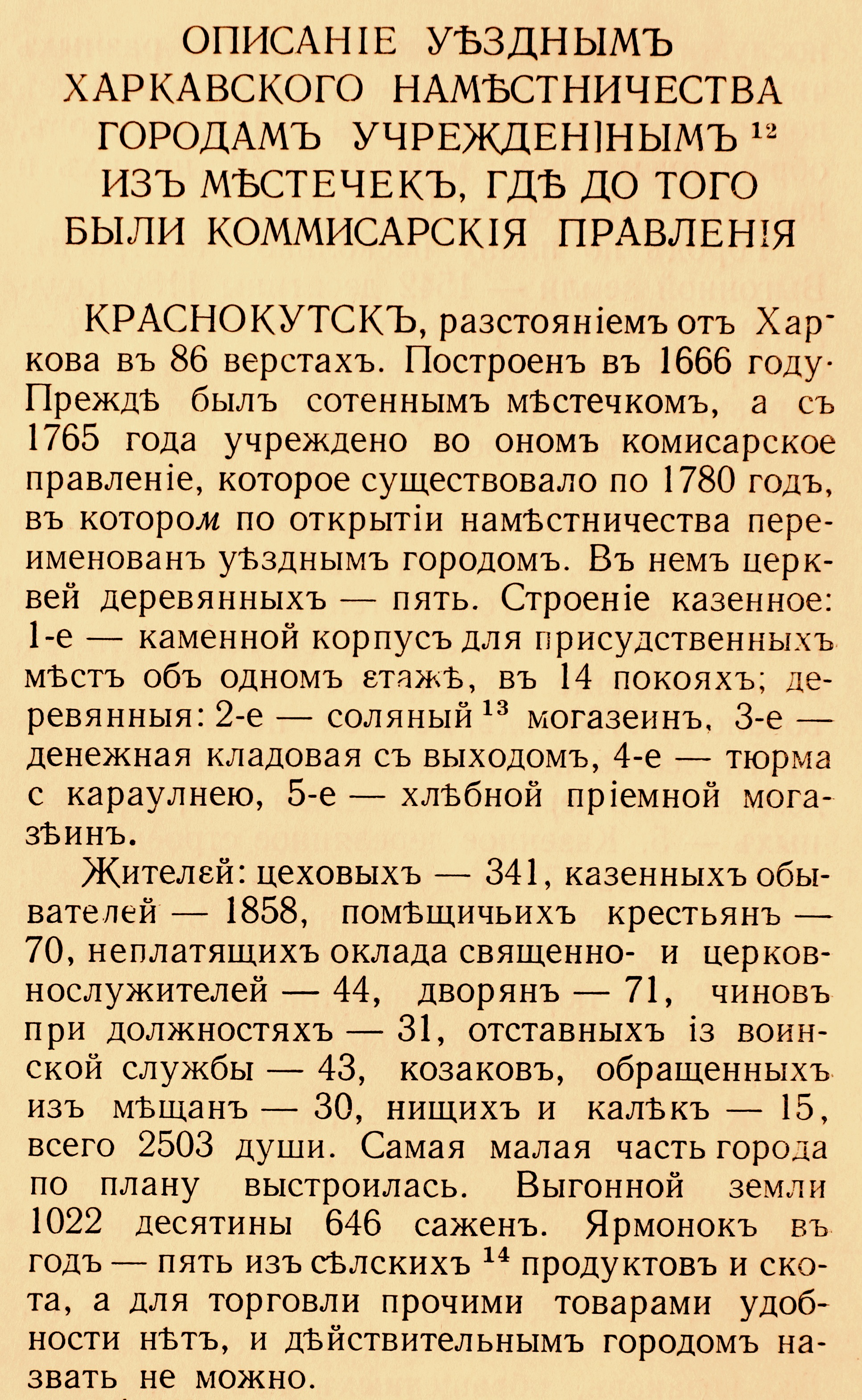
Уездный город Краснокутск. Описание городов Харьковского наместничества 1796 года

В 1765 году Краснокутск стал городом, в 1769 — уездным городом, центром Краснокутского уезда, в 1780 — заштатным городом Богодуховского уезда, в 1781 — опять уездным городом Харьковского наместничества.
21 сентября 1781 года Сенат Российской империи и лично Екатерина II утвердили герб Краснокутска, в один день со всеми 16 гербами городов Харьковского наместничества.
В пореформенный период, особенно в конце XIX века, вокруг посёлка возникло несколько крупных экономий капиталистического типа, ведущей культурой в которых была сахарная свекла.
В 1895 году здесь насчитывалось 5697 жителей (5692 православных, 2 лютеран и 3 католика) и 1021 дом, действовали кирпичный завод с производством на 1100 рублей, две школы (церковно-приходская и начальная), земская больница, аптека, 12 лавок и 4 церкви. Доход города составлял 5136 рублей в год, расходы — 5089 рублей, в том числе на управление — 1130.

### 1918—1991
В 1930 году началось издание районной газеты.
В ходе Великой Отечественной войны в сентябре 1941 года на территории Краснокутского района начались боевые действия, 9 октября 1941 года Краснокутск был оккупирован немецкими войсками. 20 февраля 1943 года город был освобождён, 9 марта вновь оккупирован, 11 августа 1943 года повторно освобождён частями 71-й стрелковой дивизии РККА и 680-го противотанкового артполка.
В 1966 году население составляло 8325 человек.
В 1970-е годы здесь действовали маслодельный завод, завод стройматериалов и мебельная фабрика. В 1975 году Краснокутск стал посёлком городского типа.

### После 1991
В мае 1995 года Кабинет министров Украины утвердил решение о приватизации находившихся в посёлке АТП-16346, райсельхозтехники и райсельхозхимии.
В 2004 году Краснокутское АТП было признано банкротом.
В ноябре 2016 года было принято решение о прекращении государственной поддержки районной газеты «Промінь».

## Символика
Нынешний герб Краснокутска имеет более чем 220-летнюю историю.
21 сентября 1781 года герб уездного города утвердил Сенат Российской империи и подписала лично Императрица Всероссийская Екатерина Великая. Герб был утверждён в один день со всеми 15-ю гербами уездных городов и губернского центра Харьковского наместничества; в тот же день были утверждены и гербы соседнего Воронежского наместничества. Герб является «новым», то есть не историческим, а составлен незадолго до утверждения — между 1775 и 1781 годом (не включён в изданный в 1775 Гербовник Щербатова). Отличительной особенностью «новых» гербов являлось деление щита на два поля — верхнее, с гербом наместничества/губернского центра, и нижнее — с гербом самого города. По русским геральдическим правилам с последней трети 17 века в верхней половине т. н. «нового» (не исторического) герба должно было находиться изображение герба губернского города, а в нижнем — эмблема подчинённого города.
На зелёном поле герба Краснокутска изображён в верхнем поле рог изобилия с плодами и цветами + жезл Меркурия, символизирующий торговлю и процветание (герб Харьковского наместничества); в нижнем поле на серебряном фоне — семь черешен, что означали садоводство, так как основным занятием жителей Краснокутска было именно садоводство и сельское хозяйство.

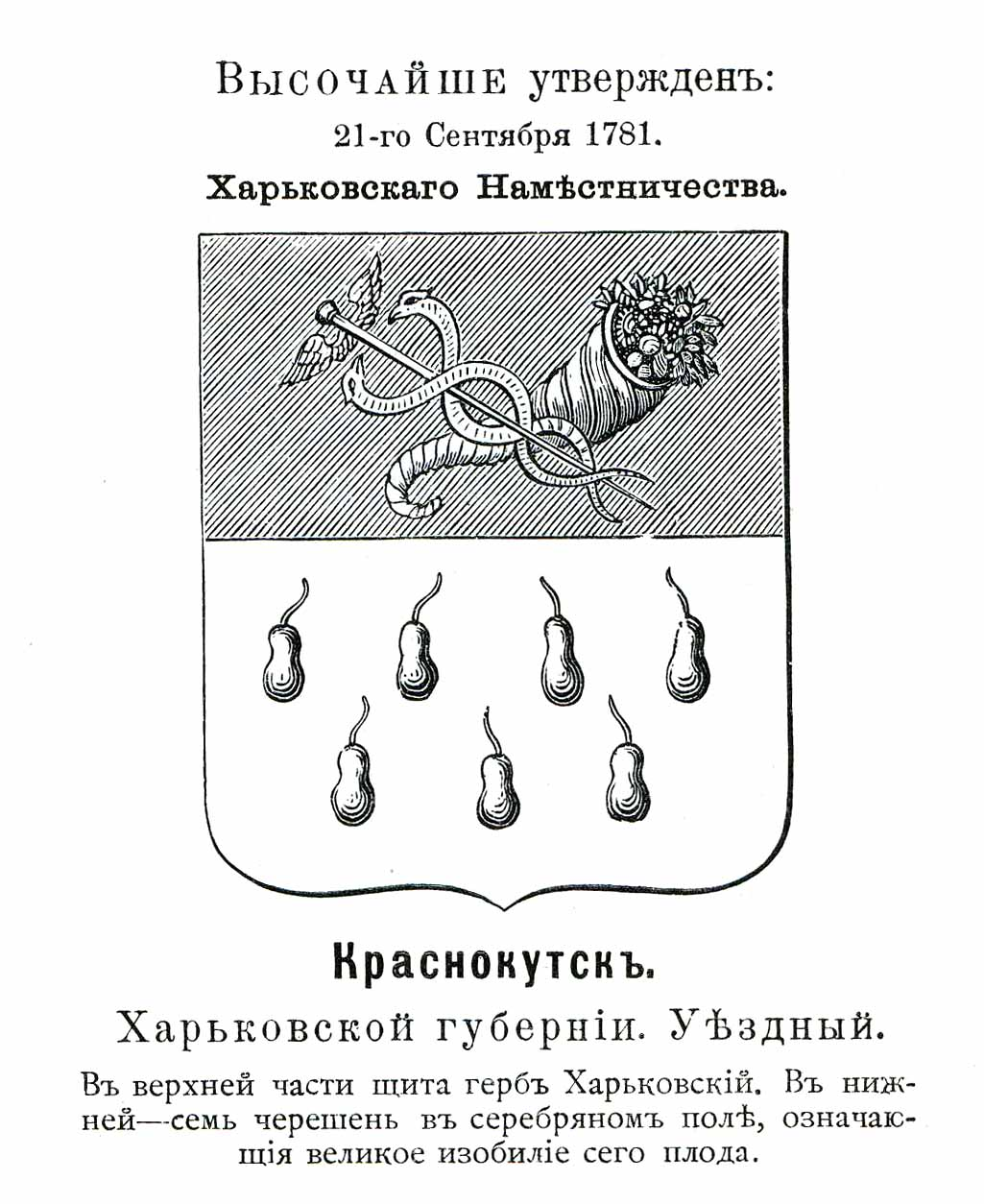
Герб города с официальным описанием. 1781
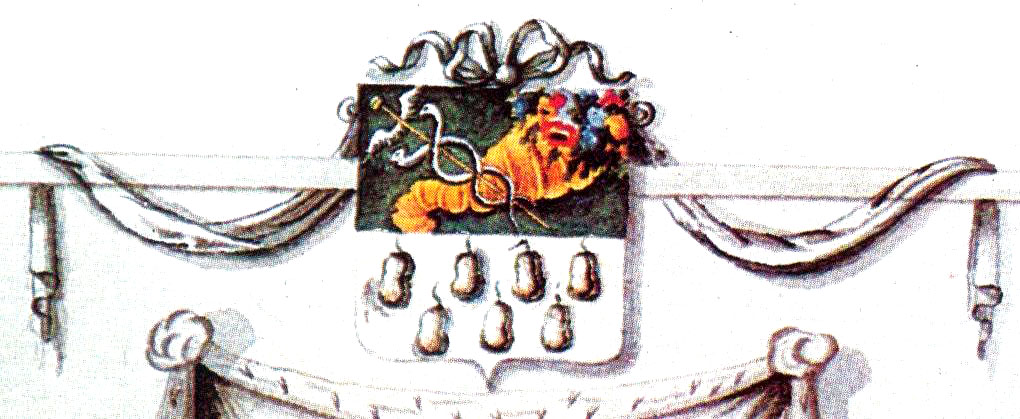
Оригинал герба на карте города 1787 года

В XIX веке нумизмат и глава российской герольдии барон Борис Кене разработал проект нового герба Краснокутска. На серебряном поле семь черных черешен с зелеными листьями. В свободной части — герб Харьковской губернии. Щит увенчан серебряной городской короной с тремя башенками и обрамлен двумя золотыми колосьями, обвитыми Александровской лентой. Но этот герб утверждения не получил.
В 2000-х годах в окрестностях Краснокутска была найдена нефть. В связи с этим в 2006 был изменён герб Краснокутского района.

## Экономика
- Краснокутская районная типография.
- Краснокутская радиокомпания.
- Краснокутская опытная станция садоводства УААН.
- ЗАО «Краснокутский маслозавод».
- Краснокутский райагроснаб, ОАО.

## Транспорт
В 22 км от посёлка находится железнодорожная станция Гуты на линии Сумы — Харьков
Через посёлок проходит автомобильная дорога Т-1701 (Т-1702).

## Персоналии

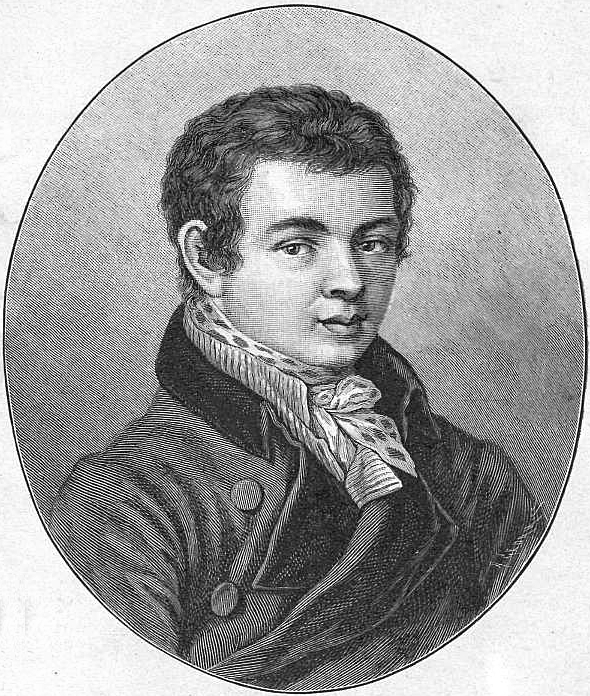
Василий Каразин

В Краснокутске родились и проживали:
- Овсяник, Мария Павловна — Герой Социалистического Труда.
- Базилевич, Наталия Карповна — Герой Социалистического Труда.
- Анатолий Левченко — Герой Советского Союза космонавт-исследователь. Имя А. Левченко носит одна из улиц поселка, где он провел юные годы.
- Николай Дашкиев — украинский писатель-фантаст, поэт и переводчик.
- Василий Войцехович — писатель, Герой Советского Союза.
- Л. Бондаренко — народная артистка Украины.
- Данилова, Александра Сергеевна — русская советская и российская актриса театра и кино.

Проживали:
- Каразин, Назар Александрович — полковник, герой русско-турецкой войны 1768—1774 гг., отец Василия и Ивана Назаровича Каразина.
- Василий Назарович Каразин — русский учёный, инженер и общественный деятель, основатель Харьковского университета и инициатор создания Министерства народного просвещения Российской империи.
- Каразин, Иван Назарович — общественный деятель, аклиматизатор, основатель Краснокутского дендропарка, брат основателя Харьковского университета.

## Достопримечательности
- Ул. Ленина — Братская могила советских воинов. Памятные знаки Героям Советского Союза. Похоронено 75 воинов. Мемориал.
- Братская могила советских воинов. Похоронено 300 воинов.
- Братская могила советских воинов.
- Ул. Тельмана — Могила Паничкина, капитана. 1943 г.
- Краснокутский дендропарк.
- Мемориал жертвам Голодомора 1932—1933.

## Религия

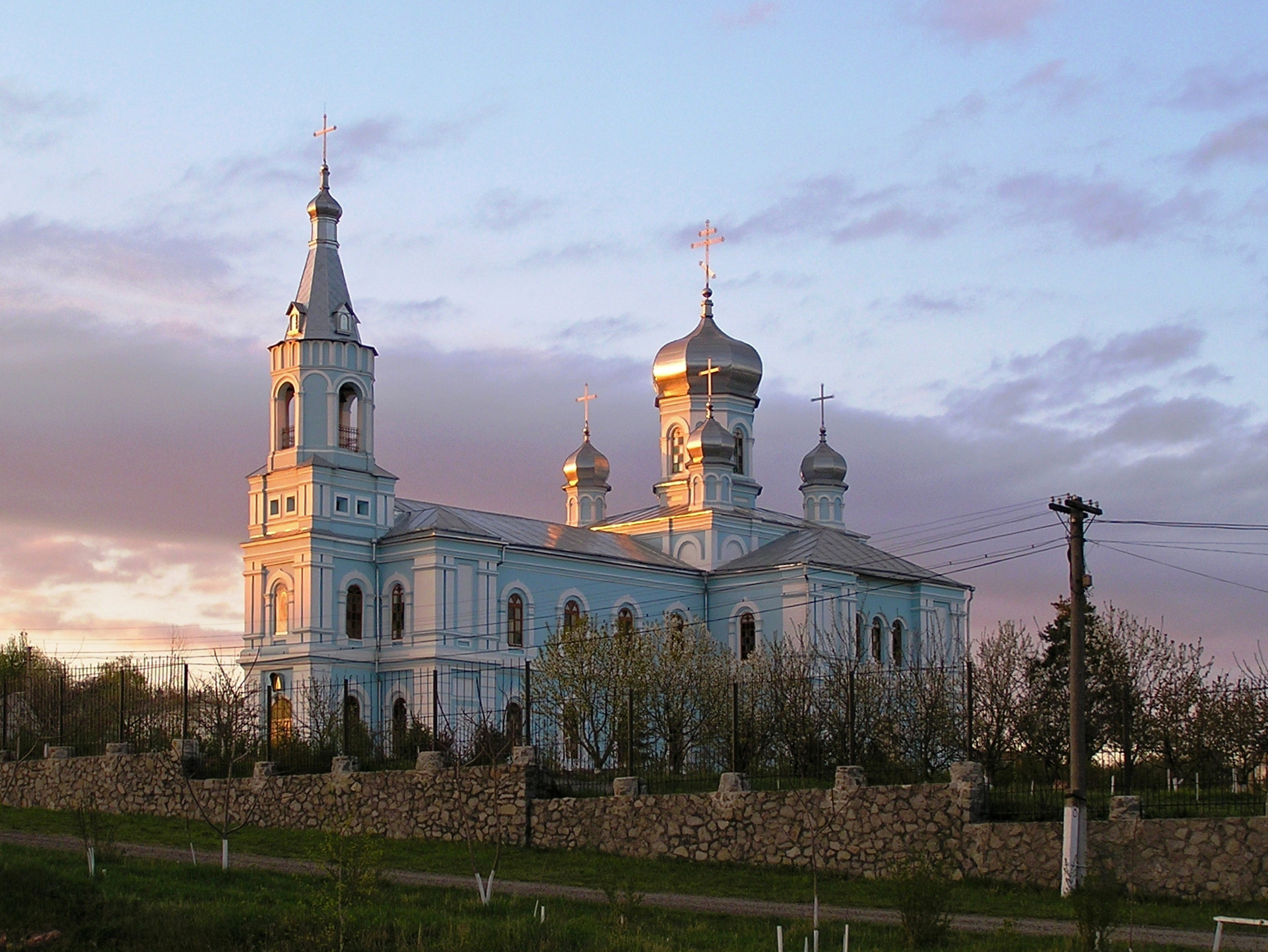
Церковь Михаила Архангела

- Церковь Михаила Архангела[16].